# Pindusa
Pindusa (175 a. C.-90 a. C.) héroe íbero destacado por sus hazañas, entre las cuales destacan sus conquistas en la península ibérica y del norte de África.

## Orígenes
Según la obra prerromana Leyendas Pindusianas de autor desconocido, su padre era el dios de la guerra lusitano y su madre la del héroe Viriato.[cita requerida] Según esta misma obra nació en un pueblo de la actual Extremadura, denominado Alium. Se narra que, en su infancia esquivó un toro bravo con la ayuda de un pañuelo rojo, por eso se le considera el primer torero de la historia.

### Culmen pindusiano
A partir de los quince años, Pindusa inició la unificación de las tribus ibéricas. Tras unificar la península ibérica, pasó a conquistar el norte de África. Primero llegó a una isla que se encontraba en el estrecho de Gibraltar y, que pese a no parecer existir en la actualidad, se considera que es el islote Perejil.